# Adolf Goetz (Jurist)
Gustav Adolf Goetz (* 8. April 1863 in Weißenburg im Elsass; † 10. November 1932 in Stuttgart) war ein deutscher Jurist, Politiker und Ministerialbeamter.

## Leben

### Herkunft
Adolf Goetz war der Sohn des Lehrers Karl Wilhelm Goetz aus Brumath und dessen Ehefrau und Madeleine, geborene Apffel.

### Leben
Adolf Goetz legte 1882 in Wien seine Matura ab und studierte Rechtswissenschaften in Straßburg. 1886 wurde er Referendar. Von 1887 bis 1891 und erneut von 1908 bis 1920 war er in Elsass-lothringischem Landesdienst. Dazwischen war er als Notar in Elsass-Lothringen tätig, von Februar 1891 bis 1894 in Oberbronn und anschließend in seinem Geburtsort Weißenburg. Am 1. Januar 1908 wurde er zum Leiter der Direktion der direkten Steuern von Elsass-Lothringen ernannt. 1910 war er Geheimer Oberregierungsrat geworden. Von 1919 bis 1924 war er im Reichsinnenministerium in der Abteilung für Elsass/Lothringen. Im September 1920 wurde er dort Ministerialdirektor und war von 1918 bis zu seinem Ausscheiden 1924 Leiter der Abteilung VIII (Abwicklung der Angelegenheiten aus Elsass-Lothringen).
1924 wurde er in den einstweiligen Ruhestand versetzt und vier Jahre später in den regulären Ruhestand.
1922 erhielt er von der Universität Frankfurt die Ehrendoktorwürde verliehen. Er war Mitglied des Direktoriums der protestantischen Kirche Augsburgischen Bekenntnisses von Elsass und Lothringen. Er engagierte sich für die Reichstagskandidatur von Alexander zu Hohenlohe-Schillingsfürst. Vom Kreis Weißenburg wurde er als jüngster Abgeordneter 1900 als Nachfolger von Florent Charpentier in den Landesausschuss gewählt und blieb hier bis 1908. Von der Gründung 1903 an war er bis 1907 Erster Vorsitzender der Liberalen Landespartei. Später war er in der Weimarer Republik Mitglied der DDP.
Er war von Januar 1924 bis Juni 1931 Vorsitzender des Deutschen Schutzbundes. Ab 1927 bis zu seinem Tode 1932 war er amtlicher Vertreter des Reichsinnenministeriums im kulturellen Beirat des Süddeutschen Rundfunks.

### Familie
Adolf Goetz heiratete Karoline-Helene Waringer (* 23. April 1871 in Rostok, Böhmen). Aus der Ehe gingen zwei Kinder hervor:
- Wilhelm (* 9. April 1895 in Weißenburg), starb 1916 im Ersten Weltkrieg
- Helene (* 20. Mai 1896 in Weißenburg)